# Freilichtmuseum japanischer Bauernhäuser

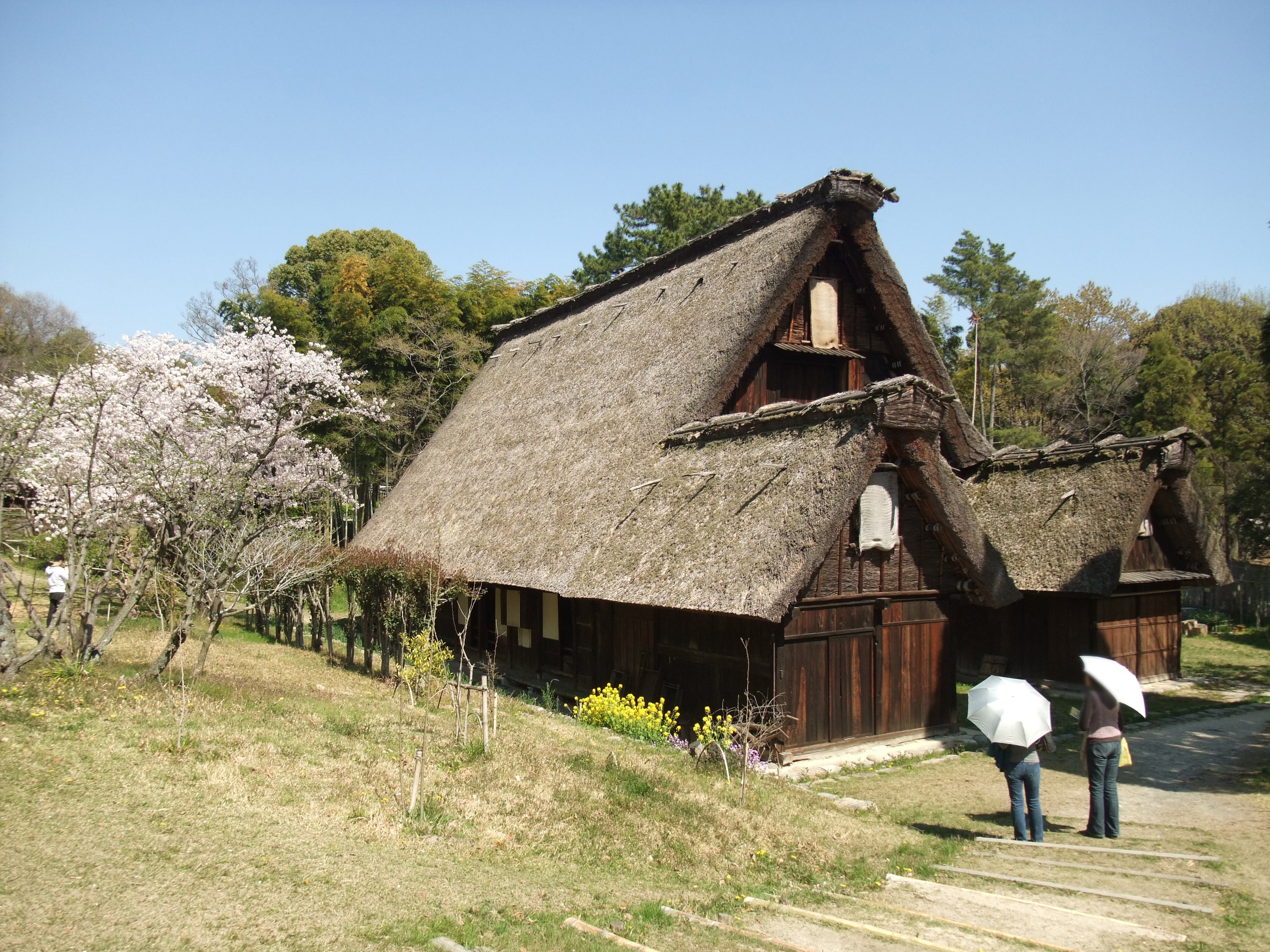
Bauernhaus aus Shirakawa

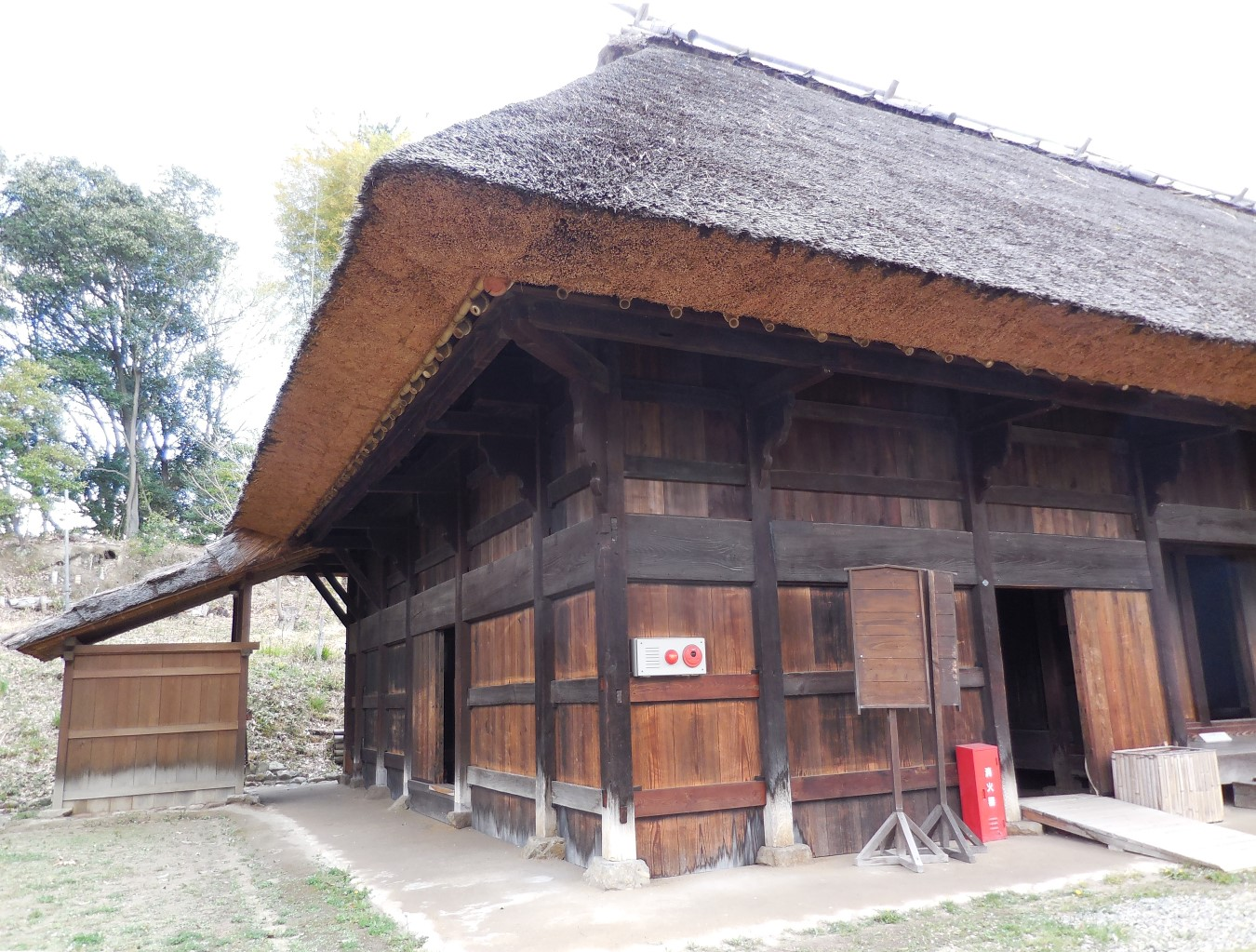
Haus aus Shiiba, Ecke

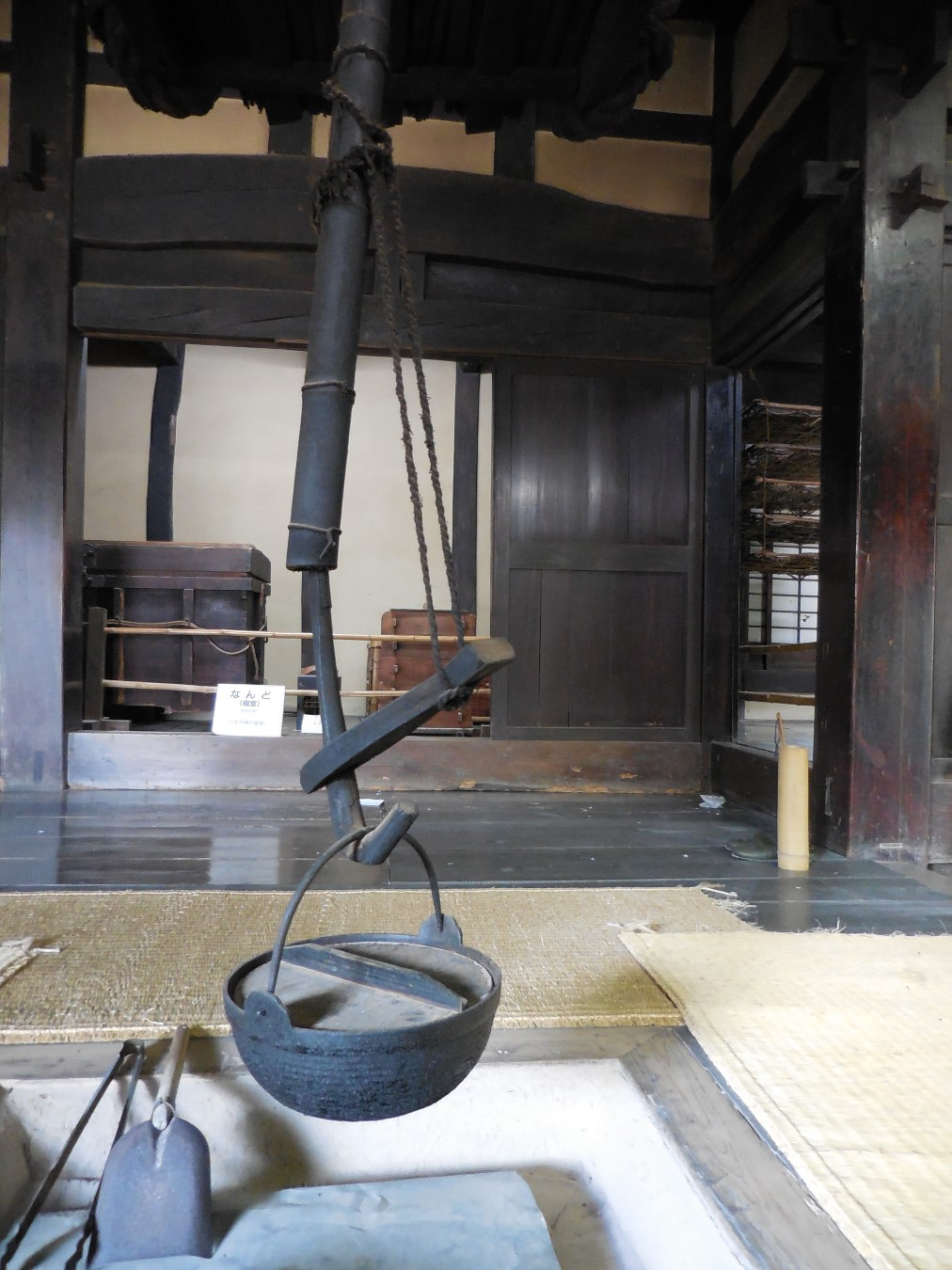
Haus aus Shiiba, eine Herdstelle

Das Freilichtmuseum japanischer Bauernhäuser (japanisch 日本民家集落博物館, Nihon Minka Shūraku Hakubutsukan) in Toyonaka, Präfektur Osaka bewahrt alte Bauernhäuser, Gebäude und Anderes aus verschiedenen Regionen Japans.

## Übersicht
Das Freilichtmuseum mit einer Größe von 36.000 m² wurde 1956 als erstes Museum dieser Art in Japan eröffnet. Es befindet sich am Rande des Hattori-Parks (服部緑地公園, Hattori Ryokuchi Kōen), der sich gewissermaßen auf dem Gelände mit wilden Pflaumen, Kirschen und Bambus fortsetzt. Sieben Bauernhäuser und andere dörfliche Gebäude aus dem 17. bis 19. Jahrhundert, die bis in die 1950er Jahre genutzt wurden, wurden hierher umgesetzt. Der Aufbau des Freilichtmuseums wurde 1964 im Wesentlichen abgeschlossen. Ein Zugang aus jüngerer Zeit ist das Teehaus.
1. Tor in einem Langhaus aus Fuse (Präfektur Osaka) – (河内布施の長屋門)
2. Bauernhof aus Shiiba (Präfektur Miyazaki) – (日向椎葉), Wichtiges Kulturgut
3. Bauernhaus aus Akiyama (Präfektur Nagano) – (信濃秋山), Wichtiges Kulturgut
4. Bauernhof aus Totsugawa (Präfektur Nara) – (大和十津川)
5. Bauernhaus aus Tsuruga (Präfektur Fukui) – (越前敦賀)
6. Teehaus aus Kitakawachi (Präfektur Osaka) – (河内北河内)
7. Bauernhaus des Nambu-han (Präfektur Iwate) – (南部の曲り屋・曲り家). Das gewinkelte Haus ist typisch für die Iwate-Präfektur.
8. Dörfliche Kabukibühne aus Shōdoshima (Präfektur Kagawa) – (小豆島). Ursprünglich gehörte ein Laufsteg (Hanamichi) dazu.
9. Hochspeicher von Amami-Ōshima (Präfektur Kagoshima) – (奄美大島)
10. Bauernhaus aus Nose (Präfektur Osaka) – (摂津能勢), Wichtiges Kulturgut
11. Bauernhaus aus Shirakawa (Präfektur Gifu) – (飛騨白川の合掌造): Das Haus ist im Gasshō-Stil gebaut, der seinen Namen von der steilen Dachform hat, die an gefaltete Hände (gasshō) erinnert. Das Haus ist als Wichtiges materielles Volkskulturgut (重要有形民俗文化財) ausgezeichnet.
12. Reisspeicher aus Dōjima (Präfektur Osaka) – (堂島の米蔵)
13. Windrad aus Sakai (Präfektur Osaka) – (堺)
14. Kleine Boote (刳り舟, Kuribune)
  1. Soriko-Boot aus dem San’yō-Gebiet (ソリコ) – (山陰)
  2. Subune-Boot von Amami-Ōshima (スブネ) – (奄美大島)

Die Gebäude 4, 5, 7, 8 und 9 sind als Wichtiges materielles Volkskulturgut der Präfektur Osaka registriert.

## Bilder
Ein Rundgang bietet folgende Bilder:

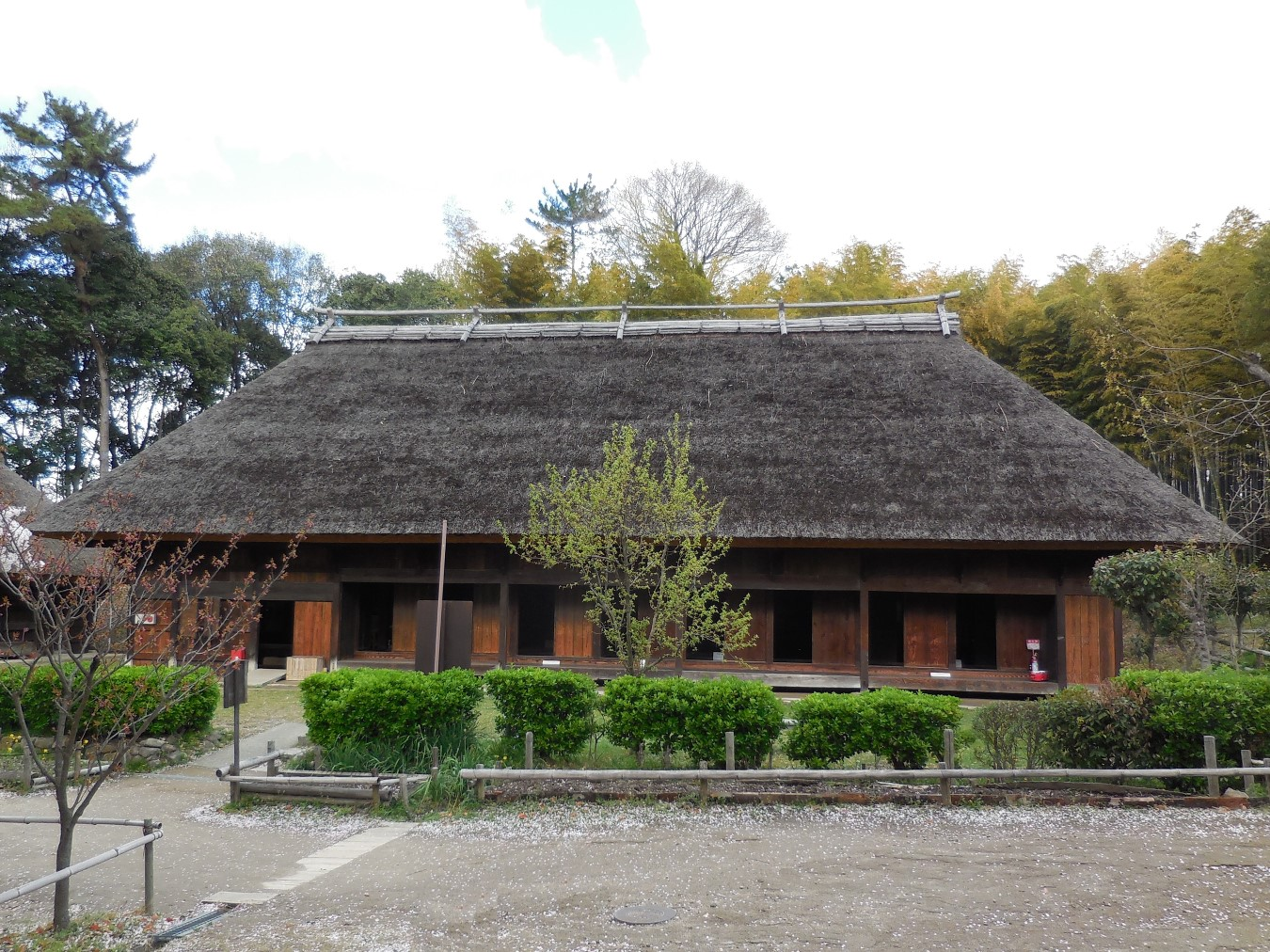
No 2: Haus aus Shiiba
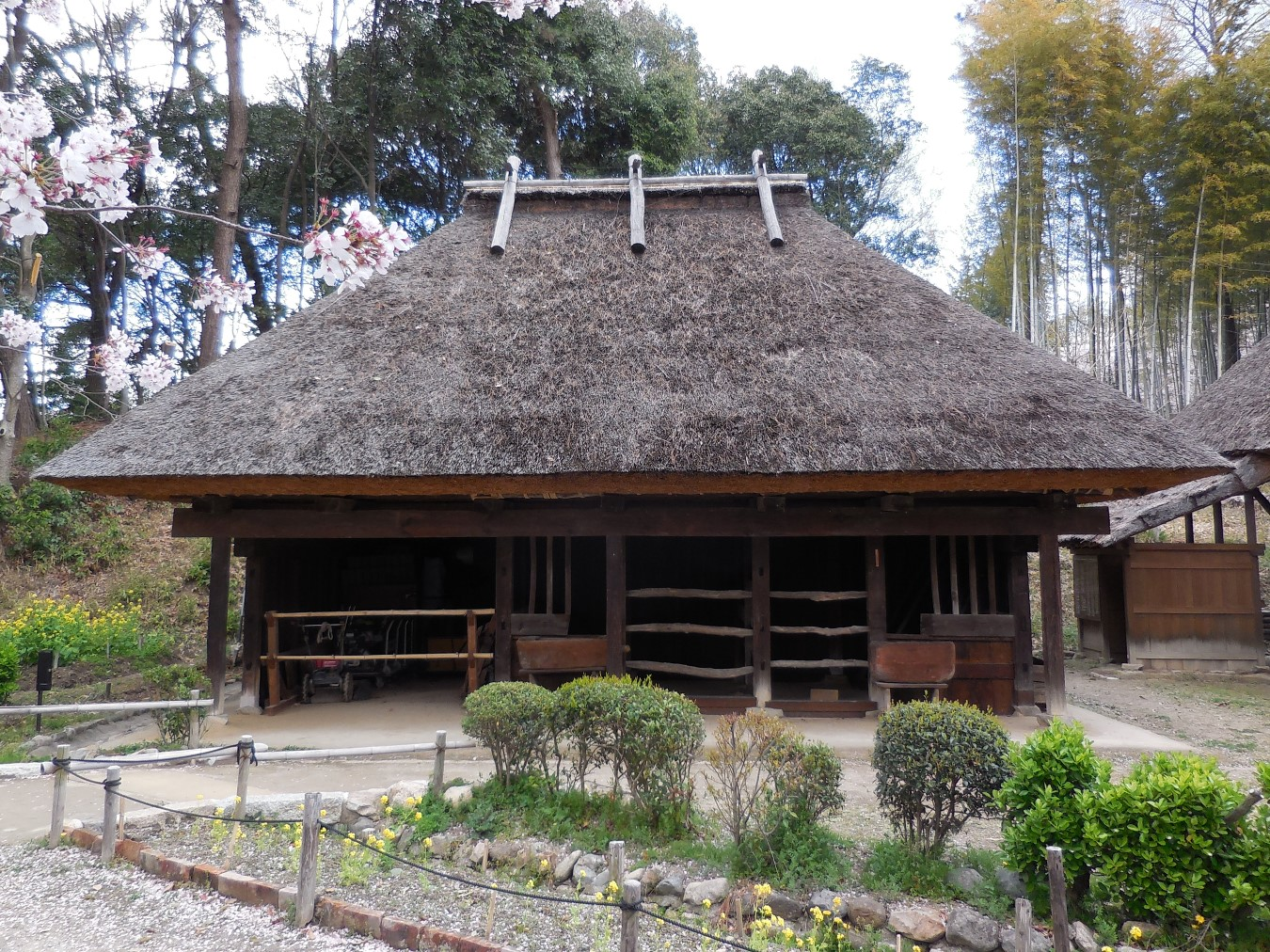
No 2: Haus aus Shiiba, Stall
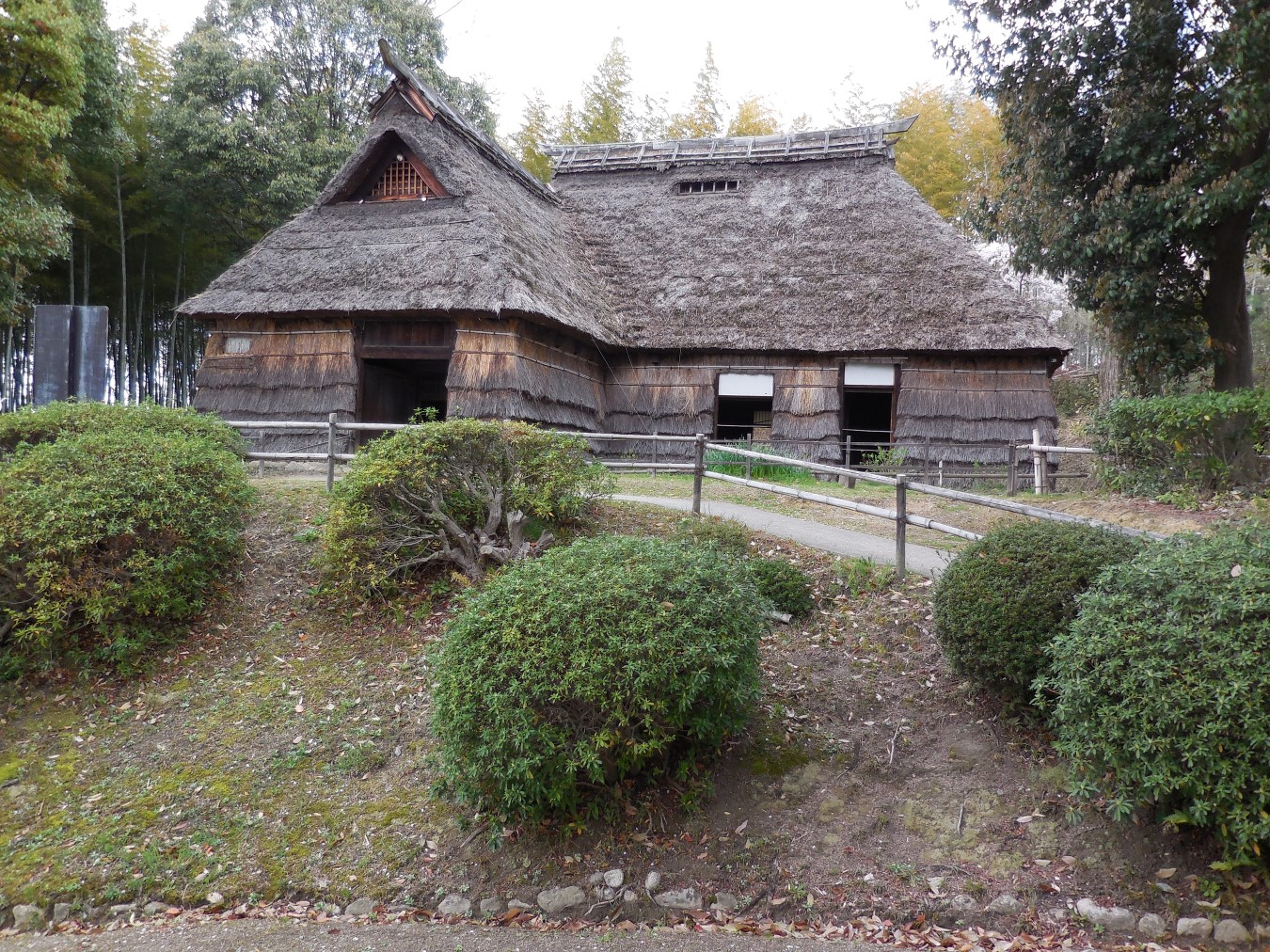
No 3: Haus aus Akiyama
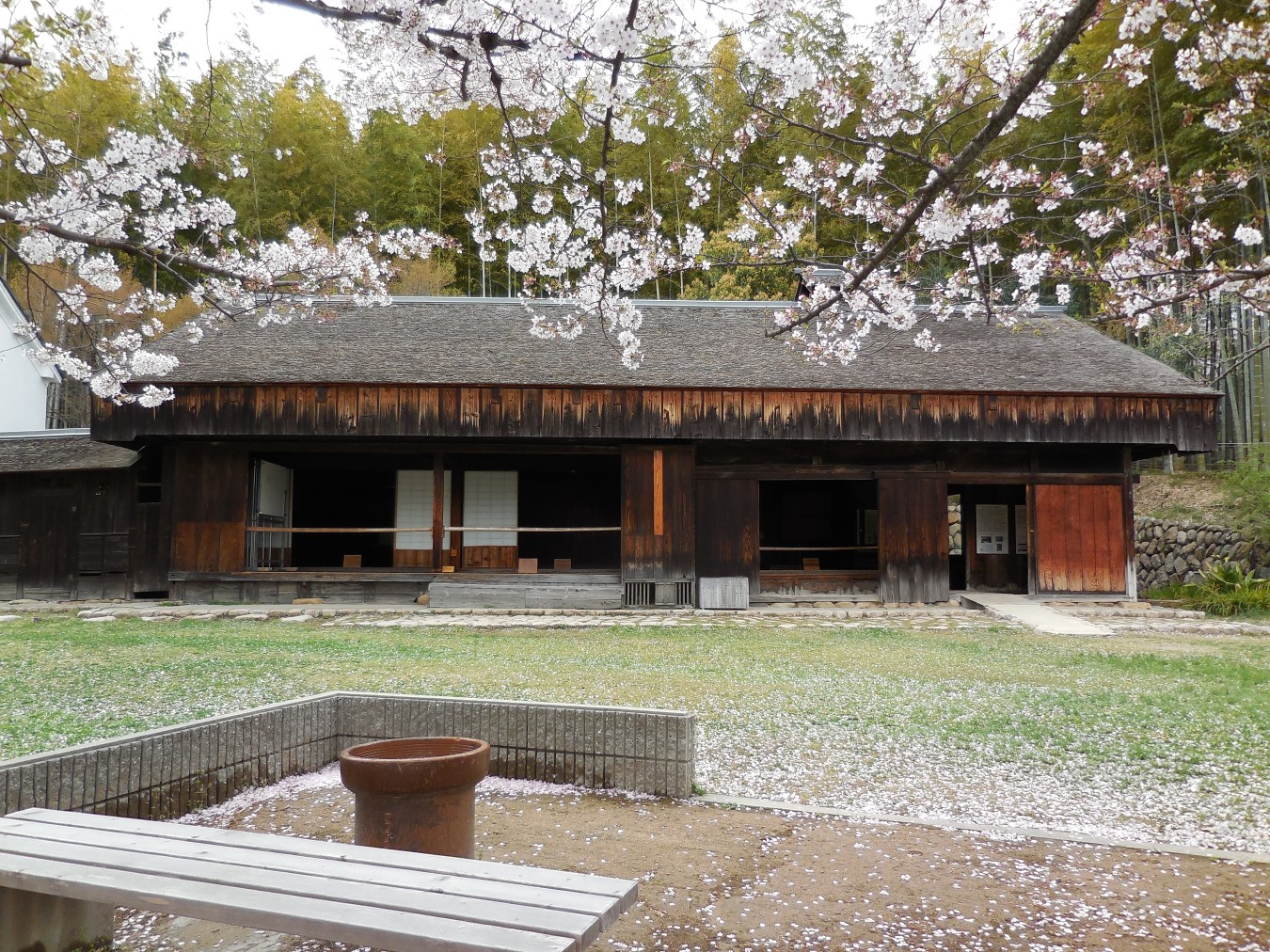
No 4: Hof aus Totsukawa
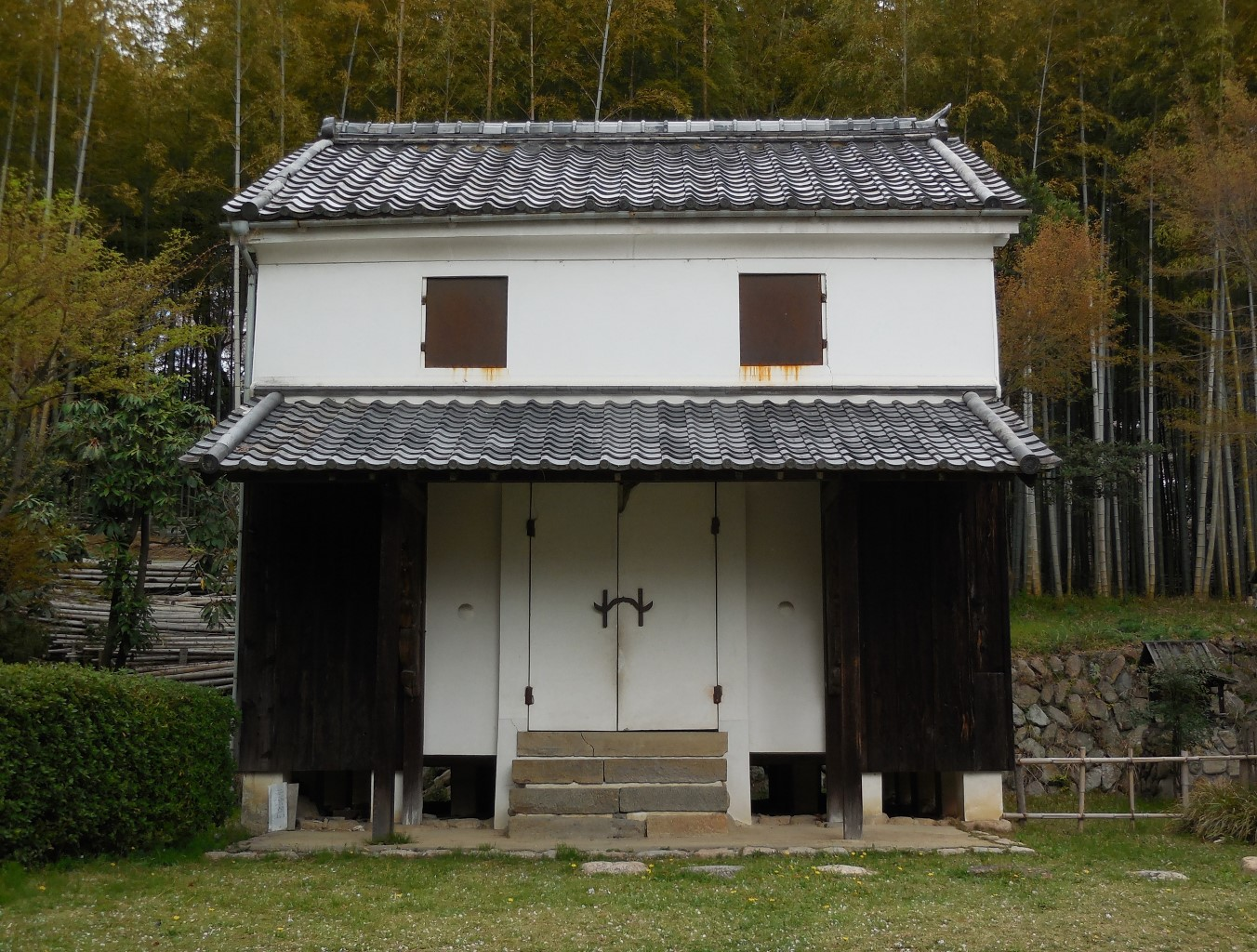
No 4: Hof aus Totsukawa, Speicher
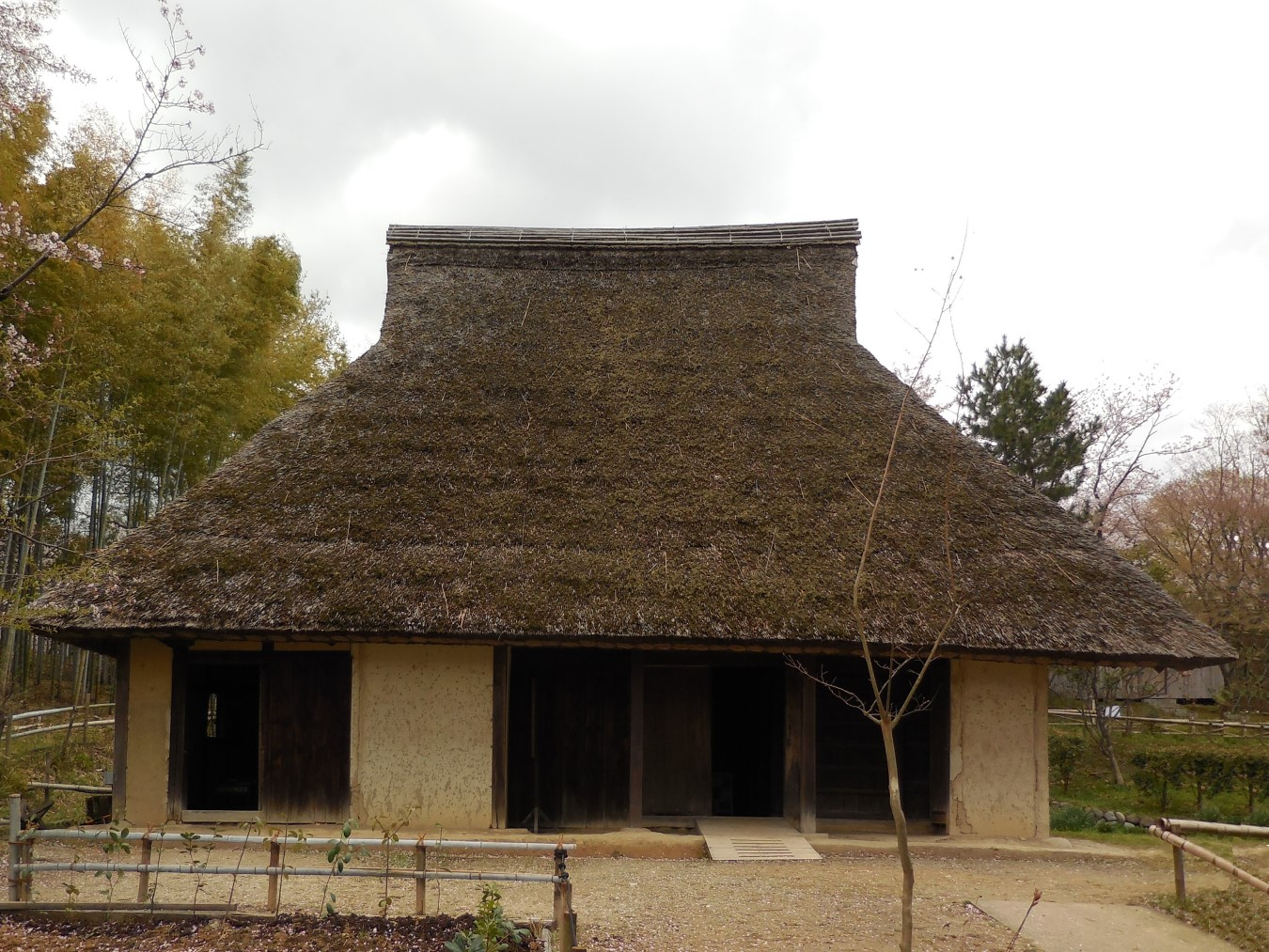
No 5: Haus aus Tsuruga
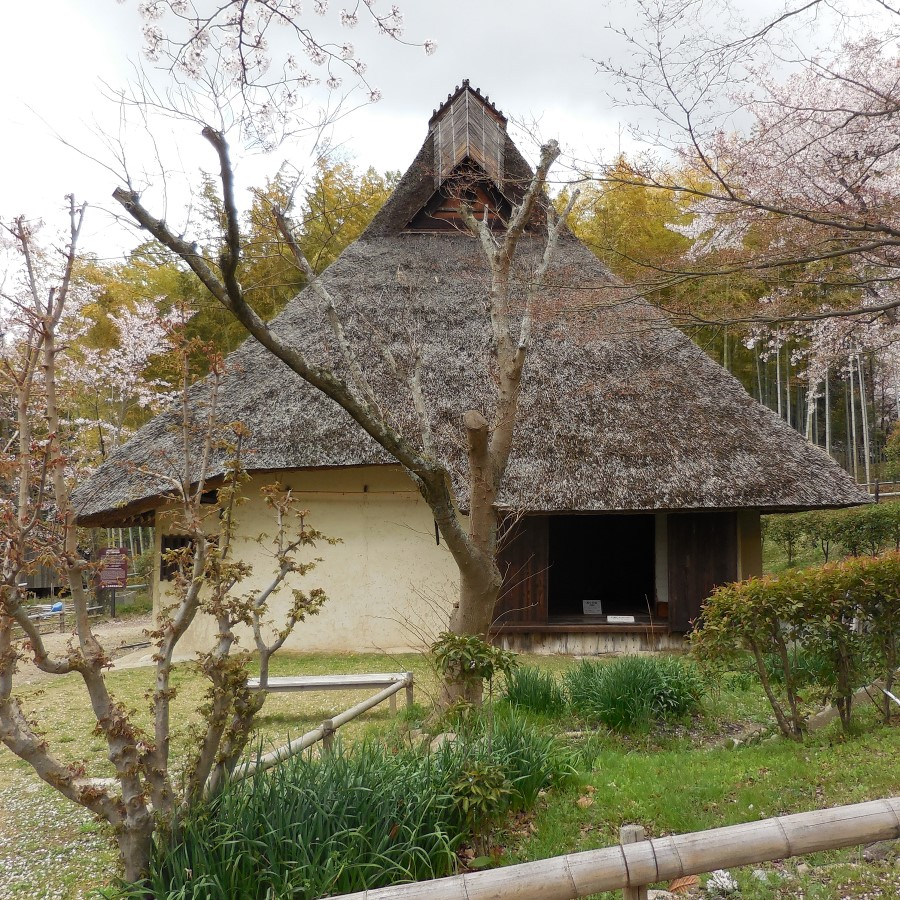
No 5: Haus aus Tsuruga, Seitenansicht
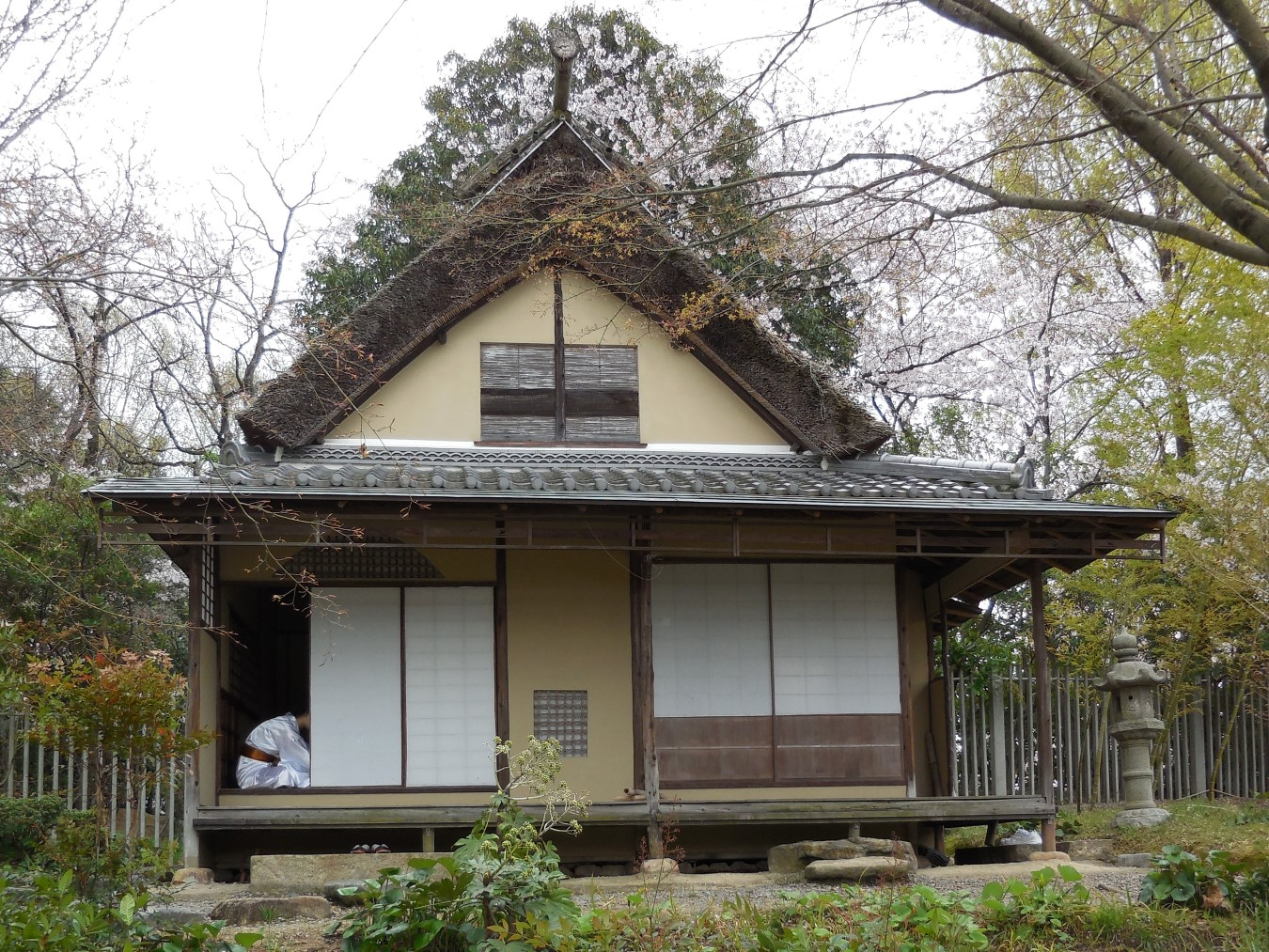
No 6: Teehaus aus Kitakawachi
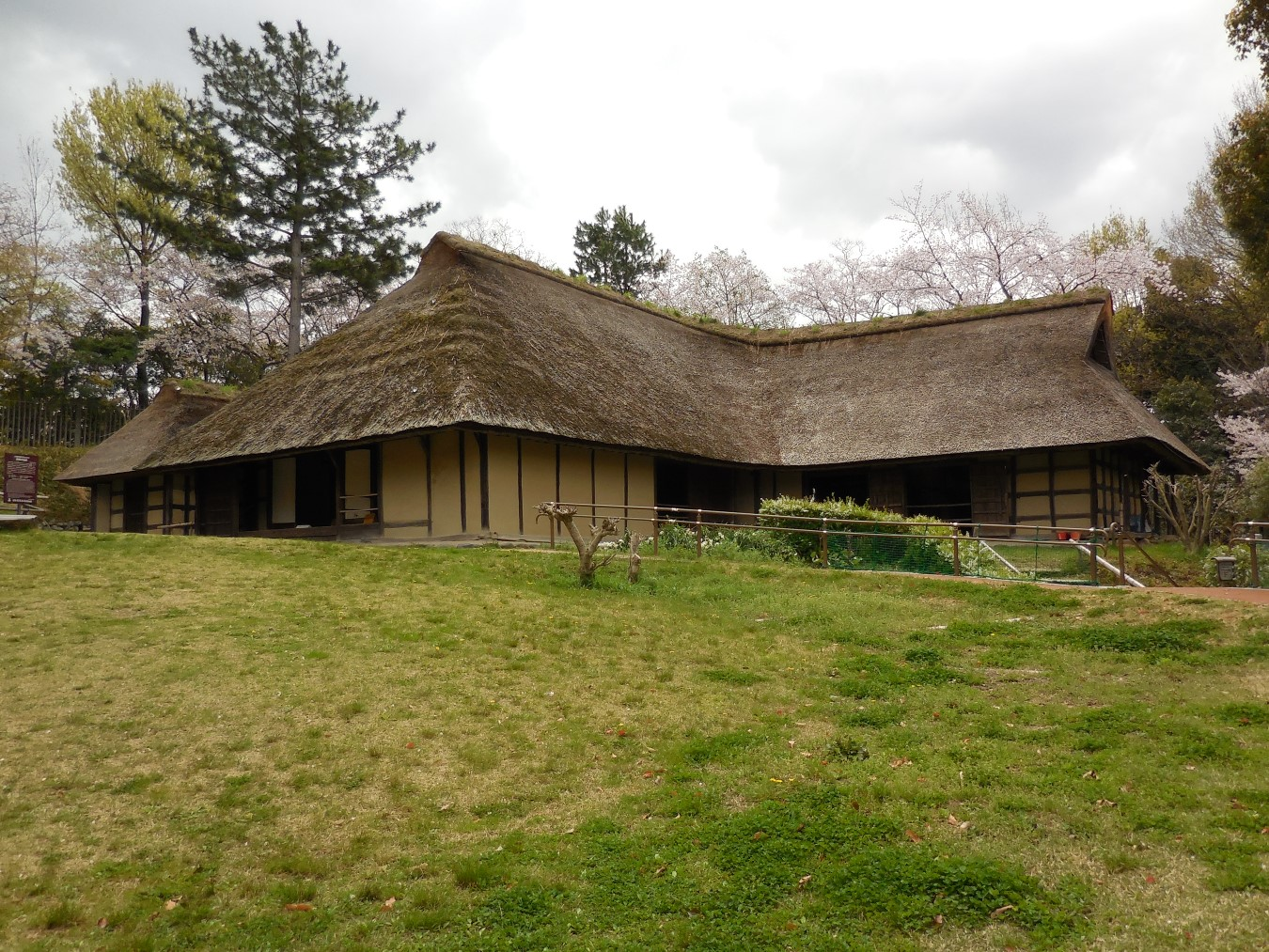
No 7: Haus aus dem Nambu-han
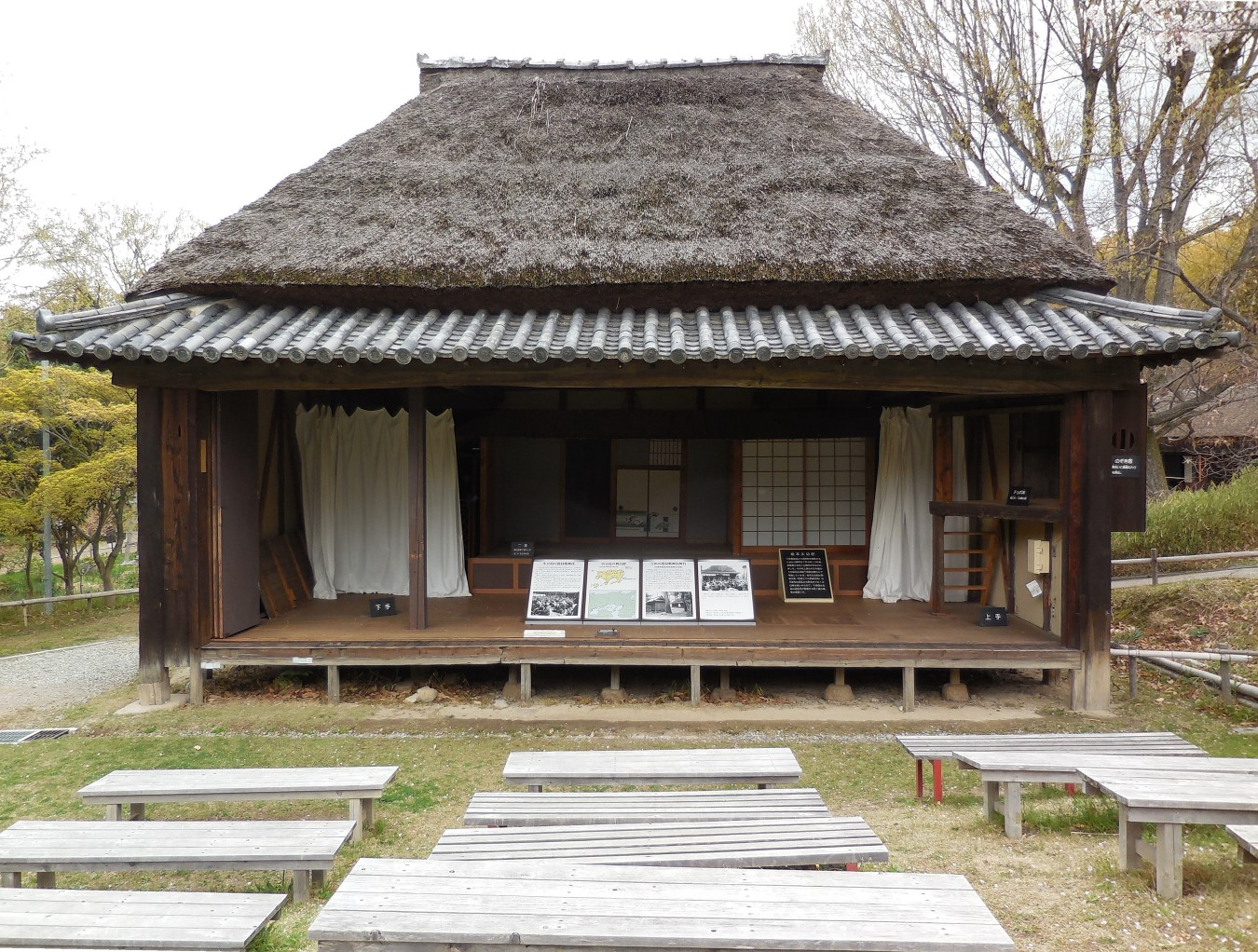
No 8: Kabukibühne
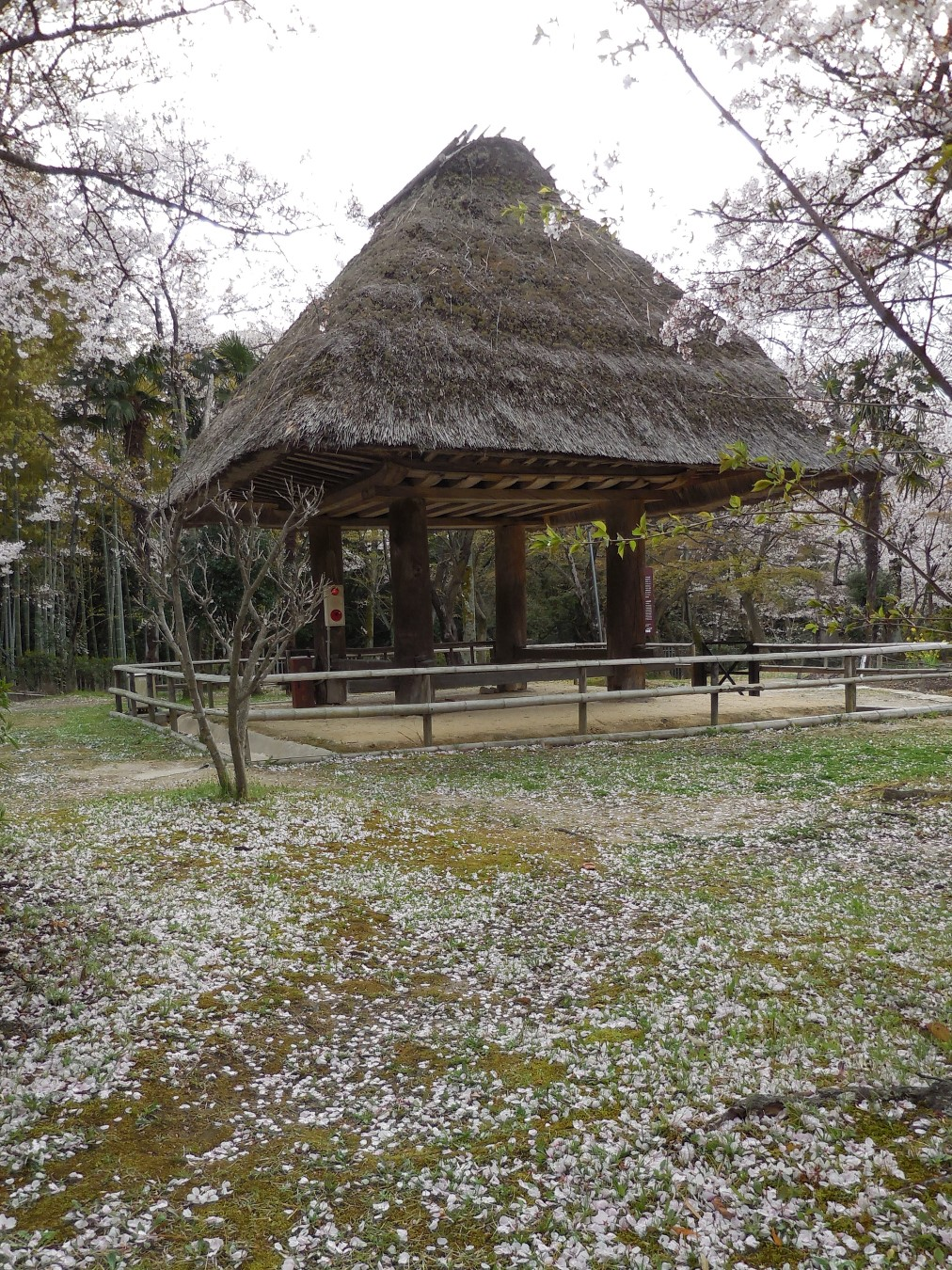
No 9: Hochspeicher
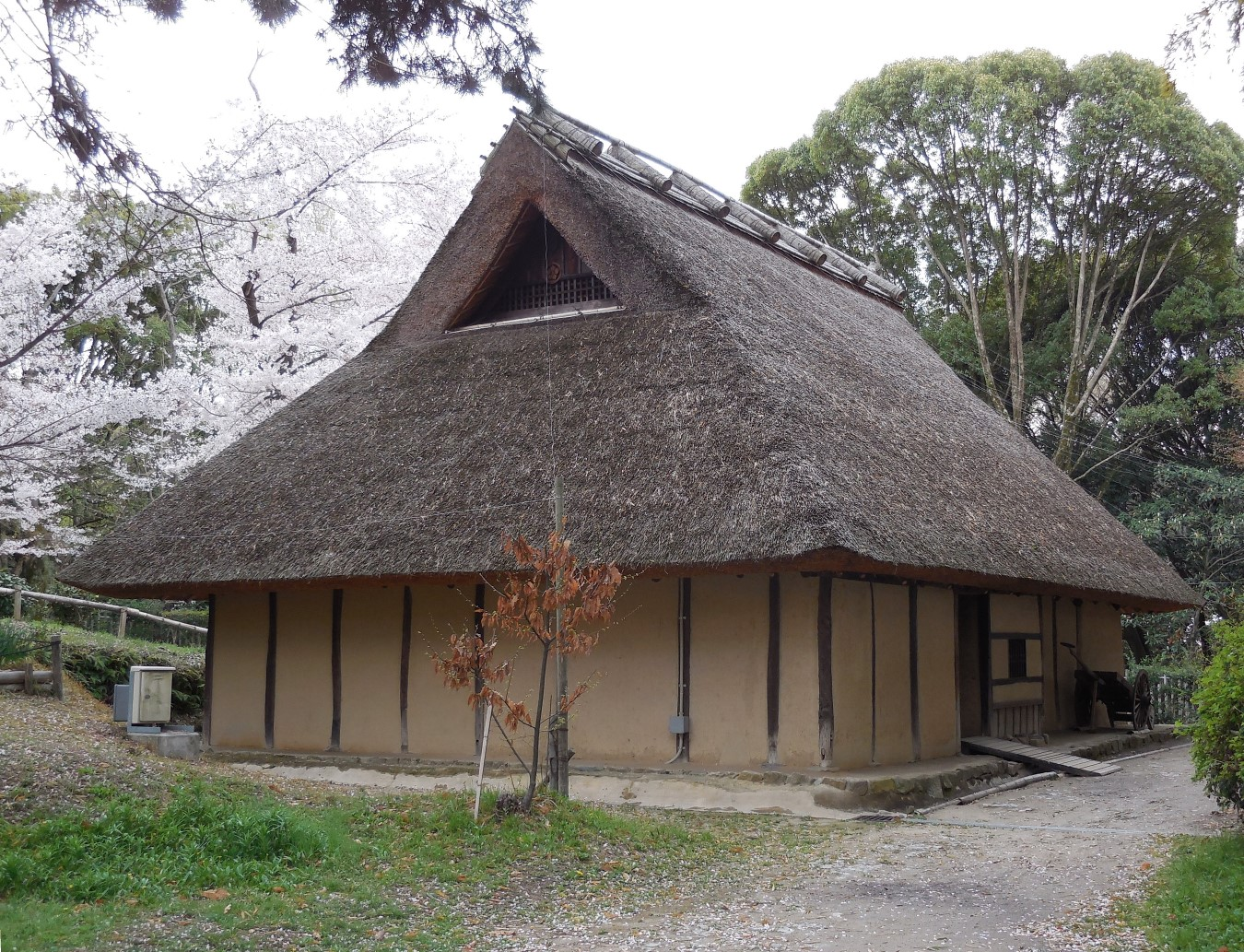
No 10: Haus aus Nose
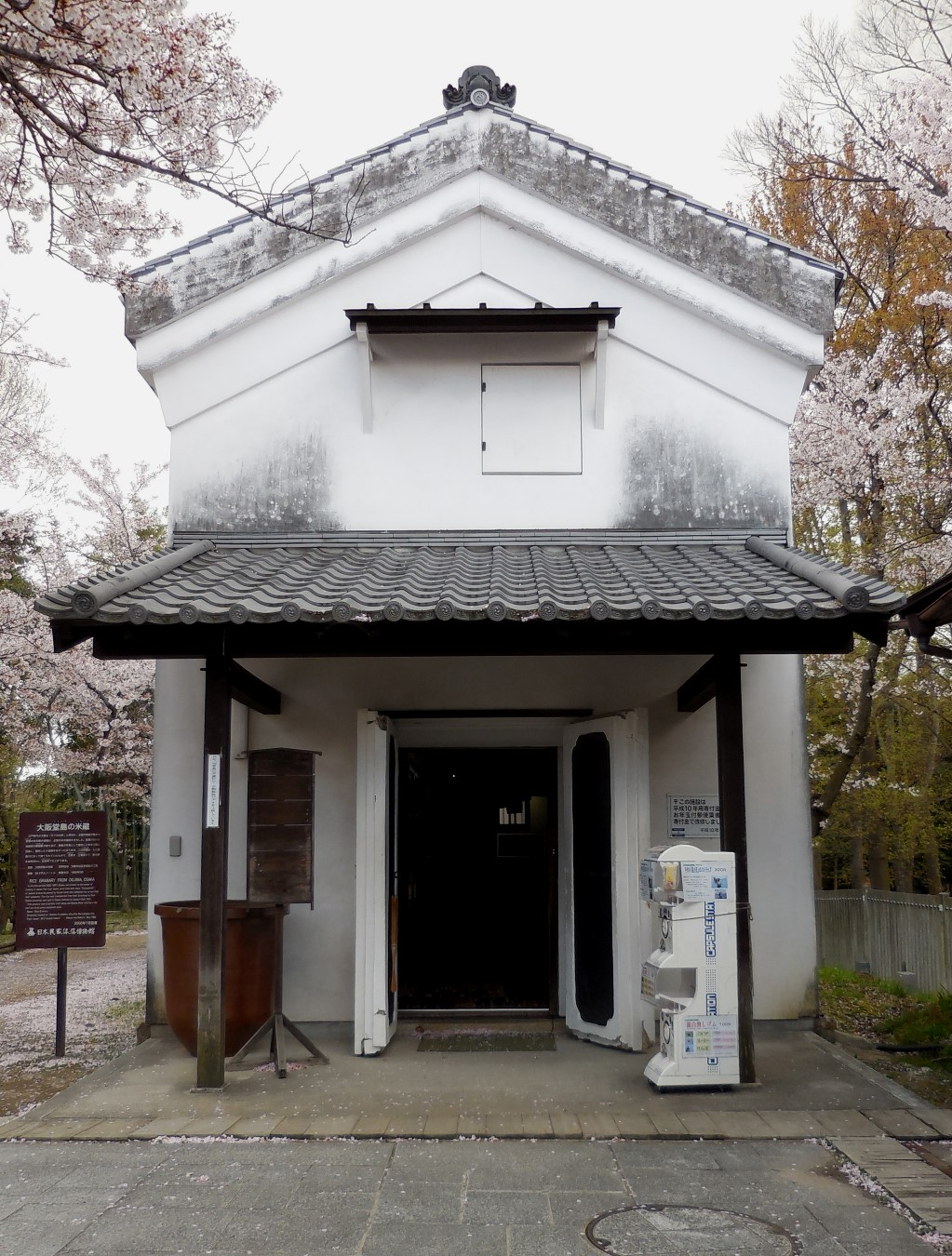
No 12: Reisspeicher aus Dōjima
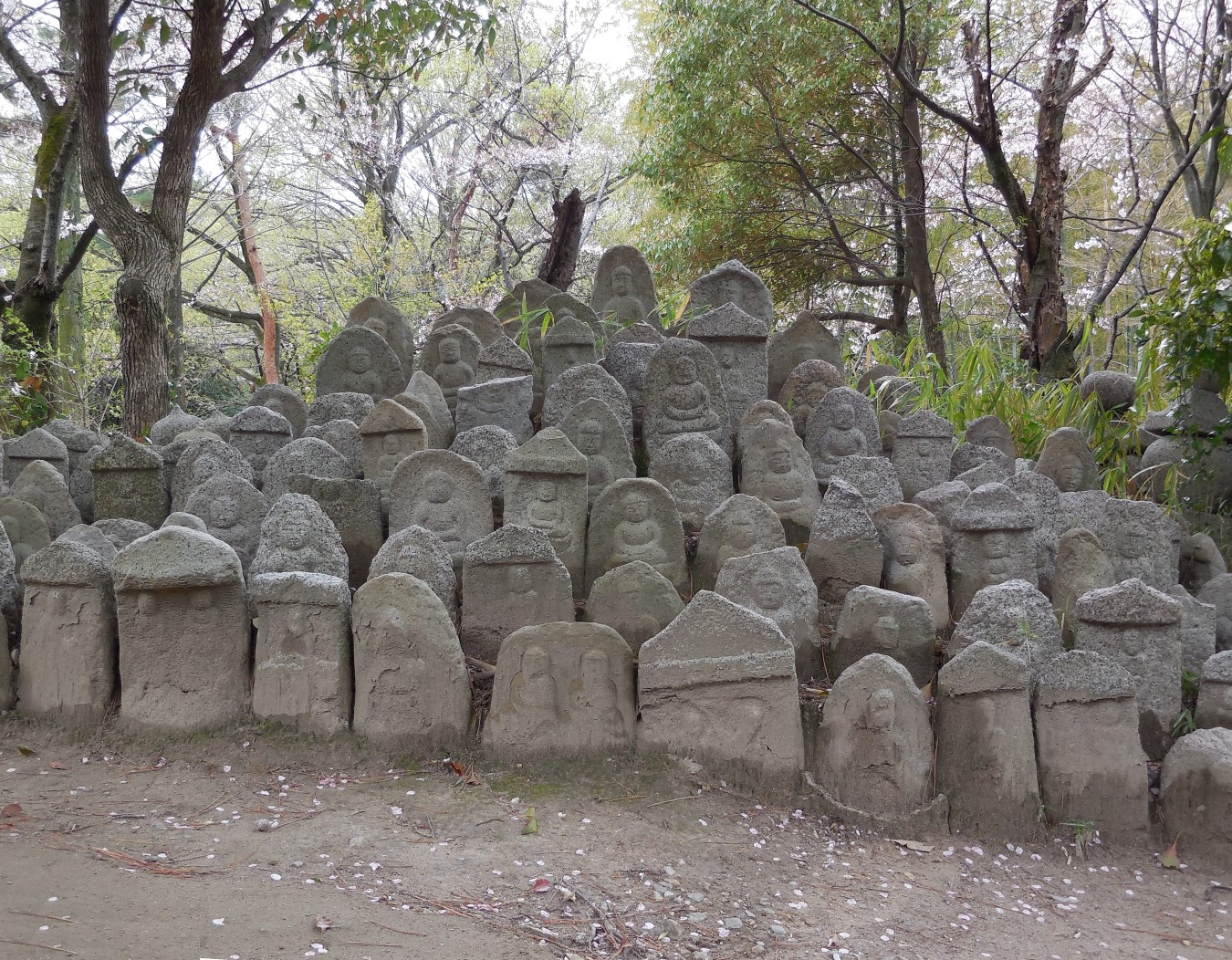
Gedenksteine (供養塔, Kuyōtō)